# 殺手鱷
殺手鱷（英語：Killer Croc，又譯作鱷魚人、殺人鱷）是一名登場於由DC漫畫出版的漫畫書中的虛構超級反派，是蝙蝠俠的主要敵人之一。首次於《偵探漫畫》#523（1983年2月）中短暫登場。該角色的創作者為作家葛瑞·康威與藝術家吉恩·科蘭。

## 人物
殺手鱷的本名為韋倫·瓊斯（英語：Waylon Jones）。瓊斯因返祖现象賦予了他爬行動物般的外表，他由姑姑撫養長大。儘管瓊斯只是名青少年，姑姑卻常因其醜陋的外表而虐待他及為他取難聽的外號。後來，他殺了姑姑，並成為了犯下無數殺人罪的罪犯、以及蝙蝠俠與羅賓的敵人。

## 能力
由於返祖現象的緣故，殺手鱷的身體開始鱷魚化，並擁有了利爪、尖牙，以及可以彈開手槍子彈的鱗片，並擁有如動物般的直覺和感官（像是嗅覺與聽覺變得十分靈敏等等）；他也因此能在水中生活和行動。
殺手鱷具有超越常人的力量、速度與體能，加上他接受過一段時間的摔角技巧訓練，這使他在正面作戰時幾乎無人能擋。
殺手鱷具有癒合因子，這使他在受傷後能迅速痊癒。

## 其他媒體

### 電視
- DC動畫宇宙
  - 《蝙蝠俠：動畫系列》：由艾隆·肯凱德配音。
  - 《蝙蝠俠新冒險》：由布魯克斯·加德納配音。
  - 《未來蝙蝠俠》：在第2季第13集《泰瑞的朋友與機器人約會》中未來蝙蝠俠/泰瑞·麥金尼斯與殺手鱷機器人進行模擬戰鬥。
- 《新蝙蝠俠》：由朗·帕爾曼配音。
- 《蝙蝠俠智勇悍將》：在《蝙蝠俠之夜》登場，由史蒂芬·魯特配音。他與班恩、重磅炸彈（Blockbuster）及所羅門·格蘭迪企圖竊取一個巨大黃金雕像，被扮成蝙蝠俠的驚奇隊長所阻止。
- 《當心蝙蝠俠》：由韋德·威廉士配音。
- 《高譚》：於第三季中出現。[2]
- 《DC超級英雄女孩》：由弗瑞德·塔塔索瑞配音。

### 電影
- DC擴展宇宙
  - 在2016年電影《自殺突擊隊》中，由艾德瓦利·亞肯努耶-阿嘉巴傑飾演殺手鱷[3]。

### 動畫電影
- 《蝙蝠俠：高譚騎士》
- 《蝙蝠俠之子》：由弗瑞德·塔塔索瑞配音。
- 《蝙蝠俠無限：動物天性》:由約翰·迪·馬吉歐配音。他是企鵝人手下動物軍團的成員之一，裝有一個金屬下巴。
- 《蝙蝠俠無限：機械蝙蝠俠大戰變種人》
- 《樂高蝙蝠俠電影》:由麥特·維拉配音。

### 電子遊戲
- 樂高蝙蝠俠系列：
  - 《樂高蝙蝠俠：電子遊戲》：作為可操作角色，由Steven Blum配音。
  - 《樂高蝙蝠俠2：DC超級英雄》：在boss戰中出現，作為可解鎖角色，由弗瑞德·塔塔索瑞配音。
  - 《樂高蝙蝠俠3：飛越高譚市》：同為弗瑞德·塔塔索瑞配音。

- 蝙蝠俠：阿卡漢系列：
  - 《蝙蝠俠：阿卡漢瘋人院》：由Steven Blum配音。故事開始後可在運輸通道中見到正在轉到其他牢房的殺手鱷。在小丑控制整座阿卡漢後，蝙蝠俠需要在殺手鱷當作據點的下水道中尋找製作泰坦毒劑解藥的植物，並在此多次擊退對方。
  - 《蝙蝠俠：阿卡漢城市》：由Steven Blum配音[4]。可以在和忍者大師會面後，於下水道發現殺手鱷的蹤跡。
  - 《蝙蝠俠：阿卡漢起源》：黑面具（實為小丑）所邀請來對付蝙蝠俠的八名刺客之一，由Khary Payton配音[5]。
  - 《蝙蝠俠：阿卡漢騎士》：由Steven Blum配音[6]。可以在高譚警局的證物室中發現殺手鱷的斷手，於DLC「Beneath the Surface」中登場。

- 不义联盟系列：
  - 《不义联盟：人间之神》移动版角色。

## 外部連結
- Batman Wiki - Wikia （页面存档备份，存于）